# Underneath (Tarja Turunen)
Underneath è un singolo della cantante finlandese Tarja Turunen, pubblicato nel 2011 ed estratto dall'album What Lies Beneath.

## Tracce
Vinile
1. Underneath (Radio Mix) – 4:28
2. Underneath (Orchestral Mix) – 5:01
3. Montañas De Silencio – 4:26